# Serliana

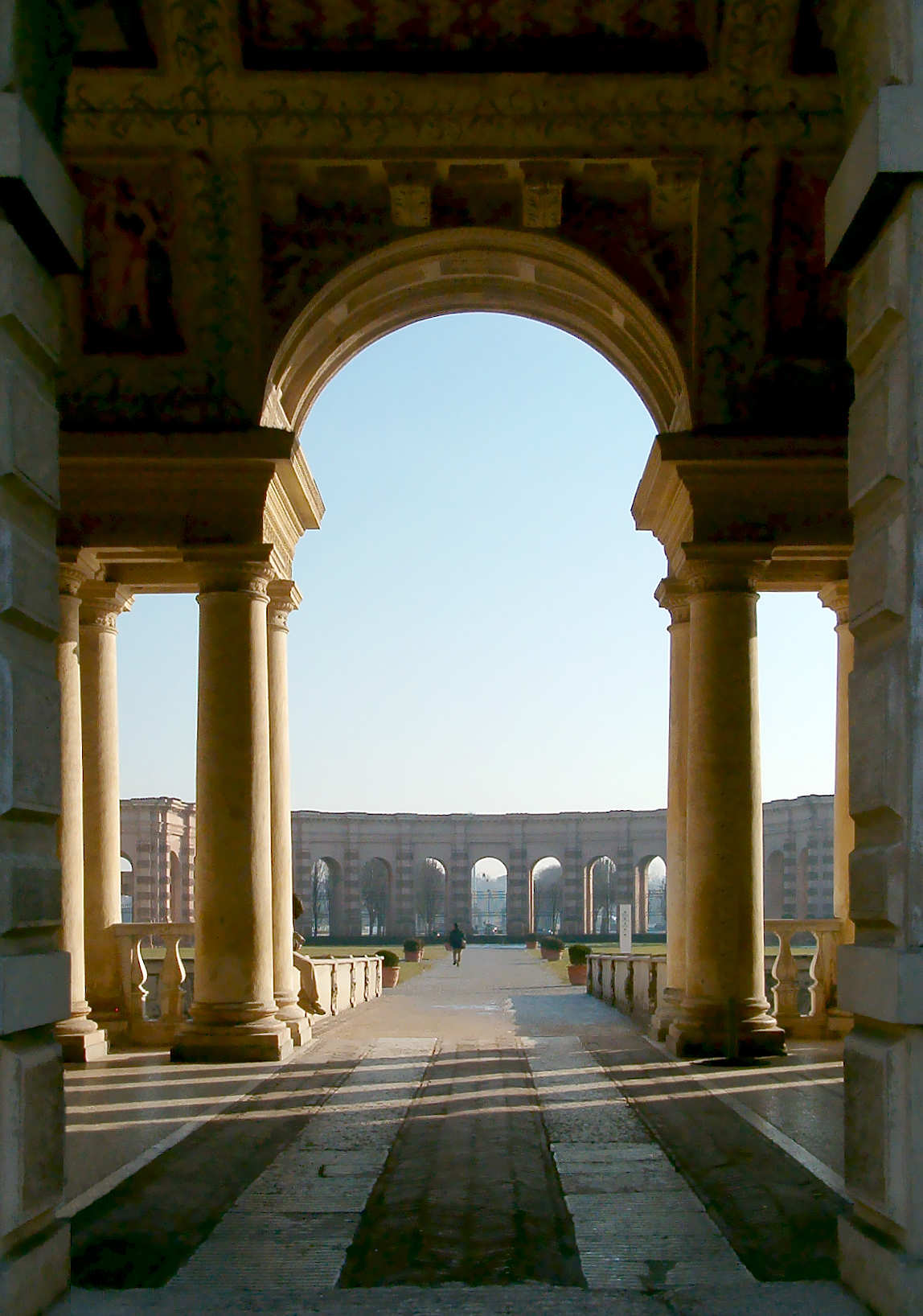
Een serliana van het 'Palazzo Te' in Mantova, Italië

Een serliana (ook wel 'Venetiaans raam of poort' of 'Palladiaans raam of poort' genoemd) is een fenomeen uit de bouwkunst van de renaissance. Een serliana bestaat uit een ronde boog die overgaat in een entablement langs weerskanten die gestut worden door telkens twee zuilen. Hierdoor ontstaat 1 grote opening met aan weerszijden een kleinere.
Het idee werd voor het eerst gebruikt door Donato Bramante en later genoemd door Sebastiano Serlio (1475–1554) in diens 7-delige werk over architectuur "Tutte l'opere d'architettura et prospetiva" waarin hij de idealen van Vitruvius en van de Romeinse architectuur beschrijft. Aan Serlio heeft de serliana haar naam te danken.

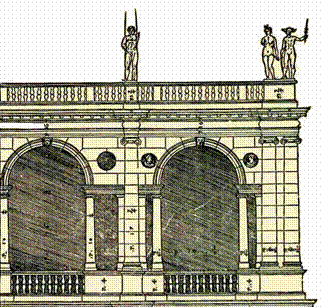
Een in tweevoud uitgevoerde serliana.
Detail van een ontwerp uit Quattro Libri dell'Architettura van Palladio.

De serliana wordt ook geassocieerd met Andrea Palladio (1508-1580). Palladio paste het voor het eerst toe in de Basiliek van Vicenza.
Het palladianisme beleefde een opleving in Engeland in de vroege 18e eeuw, mede door Lord Burlington en Colen Campbell en beïnvloedde op zijn beurt de Amerikaanse architectuur in de late 18e eeuw.